# 斯塔維夏尼
50°2′56″N 26°17′32″E / 50.04889°N 26.29222°E
斯塔維夏尼（烏克蘭語：Ставищани），是烏克蘭西部的村莊，隸屬赫梅利尼茨基州的舍佩蒂夫卡區。該村始建於1576年，面積0.224平方公里，海拔高度253米，2001年人口399。